# Stobrawa (rzeka)
Stobrawa (Młynówka; niem. Stober) – rzeka, prawy dopływ Odry o długości 80,29 km i powierzchni dorzecza 1,6 tys. km². 
Przepływa przez Bory Stobrawskie na Nizinie Śląskiej. Źródła rzeki znajdują się na Wyżynie Woźnicko-Wieluńskiej w miejscowości Wachowice. Płynie przez miejscowości Olesno, Kluczbork, Stobrawę, Fałkowice, Karłowice. Wpada do Odry za wsią Stobrawa. Jej dopływami są Bogacica, Budkowiczanka, Wołczyński Strumień.
Bieg Stobrawy wyznacza historyczną granicę między Dolnym a Górnym Śląskiem.